# Jakob Keßler
Jakob Friedrich Keßler, auch Kessler, (* 15. Oktober 1872 in Siebeldingen; †  5. Januar 1939 in München) war ein Reichsanwalt, Reichsgerichtsrat und Kirchenpräsident der Evangelischen Kirche der Pfalz (Protestantische Landeskirche) von 1930 bis 1934.

## Leben
Jakob Keßler war der Sohn des Winzers Johann Jakob Keßler. Er besuchte das Gymnasium in Landau und legte dort das Abitur ab. Danach studierte er Rechtswissenschaft in Straßburg, Berlin und Erlangen.
Keßler trat 1896 als Rechtspraktikant in den bayerischen Staatsdienst ein und wurde 1899 geprüfter Rechtspraktikant. 1901 wurde er III. Staatsanwalt in Zweibrücken. 1904 kam er als Amtsrichter nach München. 1907 wurde er II. Staatsanwalt in Würzburg und 1910 zum Gerichtssprengel München II versetzt. 1914 wurde er zum Landgerichtsrat befördert. Während des Ersten Weltkriegs war er in der Zivilverwaltung in Polen tätig. 1919 erfolgte die Beförderung zum Oberlandesgerichtsrat.
1920 wurde Keßler Landgerichtsdirektor in Neuburg an der Donau und 1921 für den Gerichtssprengel München I. 1921 wurde er bei der Reichsanwaltschaft als Hilfsarbeiter tätig, im selben Jahr wurde er Reichsanwalt. 1927 wurde er Reichsgerichtsrat und arbeitete im I. Strafsenat.
1930 wurde Keßler zum Kirchenpräsidenten der Landeskirche in der Pfalz gewählt. 1933 war er als Kirchenpräsident zunehmend über den Einfluss der NSDAP irritiert, entzog sich dem Gleichschaltungsprozess aber nicht. 1933 war er Teilnehmer an der Nationalsynode in Wittenberg. Da durch die Kirchenwahlen 1933 die Deutschen Christen ihren Einfluss massiv ausbauen konnten und sich Keßler nicht gegen diese durchsetzen konnte, spricht Bümlein von einer faktischen „Entmachtung“ 1933. 1934 musste er „aus gesundheitlichen Gründen“ in den Ruhestand treten.

## Ehrungen
Jakob Keßler wurde zum Dr. theol. h. c. promoviert.

## Familie
Heinrich Keßler (1906–1994), Vorsitzender Richter am Bundesgerichtshof, war sein Sohn.

## Schriften
- Der niedere Kirchendienst in Bayern. Deschler, München 1897 (Diss., Universität Erlangen 1897).
- Niederschrift über meinen Dienst in der Pfälzischen Landeskirche. München 1937.